# ام فطرة (بهلا)
ام فطرة منطقة سكنية تقع في ولاية بهلا، التابعة لمحافظة الداخلية في سلطنة عمان. يقدر عدد سكانها بـ 114 نسمة حسب إحصاء عام 2010 التابع للمركز الوطني للإحصاء والمعلومات الحكومي. رمز المنطقة هو 50230490.

## الوصلات الخارجية
- المركز الوطني للإحصاء والمعلومات، سلطنة عمان